# Speonomus piochardi
Speonomus piochardi es una especie de escarabajo del género Speonomus, familia Leiodidae. Fue descrita por Abeille de Perrin en 1873. Se encuentra en Francia.